# Eyaletul Podolia
Eyaletul Podolia (în turcă otomană ایالت پودولیا, transliterat: Eyālet-i Pōdōlyā) a fost un eyalet din cadrul Imperiului Otoman. Capitala sa a fost Camenița (în turcă Kamaniçe, în ucraineană Кам’янець-Подільський).

## Istoria
În 1672 armata otomană, condusă de sultanul Mehmed al IV-lea, capturează Camenița după un scurt asediu. Tratatul de la Buceaci confirmă controlul otoman asupra orașului, devenind centrul noului eyalet. Tratatul a fost respins de Dieta poloneză, războiul reîncepând.
Campania poloneză a eșuat, iar în urma tratatului de la Żurawno (1676) Podolia este administrată de turci. Un nou război turco-polonez a reînceput în 1683. Pentru următorii 16 ani, conducerea otomană a Podoliei s-a limitat la fortăreața Camenița apărată de 6,000 de soldați. Fortăreața a fost returnată Poloniei în urma Păcii de la Karlowitz din 1699.

## Guvernatori
Pe parcursul celor 27 de ani de dominație otomană, Podolia a fost condusă de 9 pașe:
- Küstendilli Halil (1672–1676; 1677–1680),
- Arnavut Ibrahim (1676–1677)
- Defterdar Ahmed (1680–1682)
- Arnavut Abdurrahman (1682–1684)
- Tokatlı Mahmud (1684)
- Bozoklu Mustafa (1685–1686)
- Sarı Boșnak Hüseyin (1686–1688)
- Yegen Ahmed (1688–1689)
- Kahraman Mustafa (1689–1699)

## Diviziuni administrative
Eyaletul era împărțit în 4 sangeacuri:
- Sangeacul Kamaniçe
- Sangeacul Bar
- Sangeacul Mejibuji
- Sangeacul Yazlofça